# Долгопольський Арон Борисович
Арон Борисович Долгопольський (івр. אהרן דולגופולסקי; 18 листопада 1930, Москва, РРФСР, СРСР — 20 липня 2012, Хайфа, Ізраїль) ― ізраїльський та радянський мовознавець. Один із засновників Московської школи лінгвістичної компаративістики, автор списку Долгопольського.

## Життєпис
Народився 18 листопада 1930 року в Москві у єврейській сім'ї. Батько Борух-Залман (Борис Мойсейович) — інженер з вентиляції, мати — фармацевтка.
Закінчив іспанське відділення Московського інституту іноземних мов у 1954 році. У 1958 році захистив кандидатську дисертацію з романських мов. У 1962-1966 роках був науковим співробітником Інституту російської мови імені В. В. Виноградова, пізніше — Сектору з вивчення мов Африки Інституту мовознавства РАН (до 1976 року), де вивчав кушитські мови.
З початку 1960-х років займався компаративістикою, обґрунтовуючи гіпотезу про спорідненість шести найбільших мовних груп Євразії. Будучи колегою Владислава Ілліч-Світича, після його ранньої смерті підготував і видав незавершений «Дослід порівняння ностратичних мов».
З 1976 року проживав у Ізраїлі. Працював професором кафедри івриту у Хайфському університеті.
У 2008 році Долгопольський після сорокап'ятирічної праці підготовив до видання словник загальноностратичної мови на 3000 сторінок та розмістив текст словника в Інтернеті. Як говорить рецензент Алан Бомхард, автор другого ностратичного словника, форма словника Долгопольського вкрай ускладнює розуміння навіть спеціалістів. Із загальної кількості у 2805 статей словника Долгопольського Бомхард оцінює ностратичні реконструкції вченого таким чином: 177 статей — «сильні», 1011 — можливі, 508 — слабі, 1337 — повинні бути відкинуті.

## Праці
Основні праці:
- Из истории развития типов отглагольных имён деятеля от латыни к романским языкам. (К проблеме развития словообразовательных типов). Автореф. дисс. … к. филол. н. — М., 1958.
- Гипотеза древнейшего родства языков Северной Евразии. Проблемы фонетических соответствий. — М.: Наука, 1964. — 22 с. (Доклад к VII Международному конгрессу антропологических и этнографических наук)
- Пособие по устному переводу с испанского языка на русский. // Сост. Г. Я. Туровер, И. А. Триста, А. Б. Долгопольский. — М.: Высшая школа, 1967. — 262 с.
- Сравнительно-историческая фонетика кушитских языков. — М.: Наука, 1973. — 398 с. — 1350 экз.
- Кушитские языки. // Языки Азии и Африки. — Т. 4. — Кн. 2. — М.: Наука, 1991. — 750 экз. — С. 3—-147 (раздел книги написан в 1976 году, опубликован в 1991 году).
- Современный иврит: Самоучитель: Начальный курс. / Сост. Ш. Блюм, Х. Рабин; подготовка и адаптация А. Долгопольского. — М.: Советский писатель, 1990.
- The Nostratic Macrofamily & Linguistic Paleontology. / Colin Renfrew (intro.) — McDonald Institute for Archaeological Research, 1998. — 116 p. — ISBN 0951942077.
- Dolgopolsky, Aron. From Proto-Semitic to Hebrew. Phonology. — Milano: Centro Studi Camito-Semitici, 1999.
- «Ностратический словарь», подготовленный к изданию (рецензия А. Бомхарда «A Critical Review of Aharon Dolgopolsky's Nostratic Dictionary»)
- Nostratic Dictionary. In 4 volumes. Apollo, 2008 (3rd edition — 2012). — ISBN 978-1-902937-44-1
- Индоевропейский словарь с ностратическими этимологиями. В 3-х тт. Отв. редактор А. В. Дыбо. Институт языкознания РАН. М.: Рукописные памятники Древней Руси, 2013. — 2803 с. (т. 1 — 847 с., т. 2 — 1115 с., т. 3 — 841 с.) — ISBN 978-5-9551-0689-2

## Сім'я
- Перша дружина — Ліна Вольфівна Долгопольська (Ямпольська), перекладачка. Діти:
  - Єфим (нар. 1959), перекладач та редактор.
  - Олена (нар. 1960), програмістка
- Друга дружина — Валентина Іллівна Постовалова, професорка, докторка філологічних наук, головна наукова співробітниця відділу теоретичного та прикладного мовознавства Інституту мовознавства РАН. Діти:
  - Ілля (нар. 1973), фотохудожник та фотокореспондент
- Третя дружина — Ципора Флайшер, композиторка та музикознавиця. Діти:
  - Яків (нар. 1982), гебраїст